# Thomisus gouluensis
Thomisus gouluensis là một loài nhện trong họ Thomisidae.
Loài này thuộc chi Thomisus. Thomisus gouluensis được miêu tả năm 2000 bởi Peng, Chang-Min Yin & Joo-Pil Kim.